# Акушерство

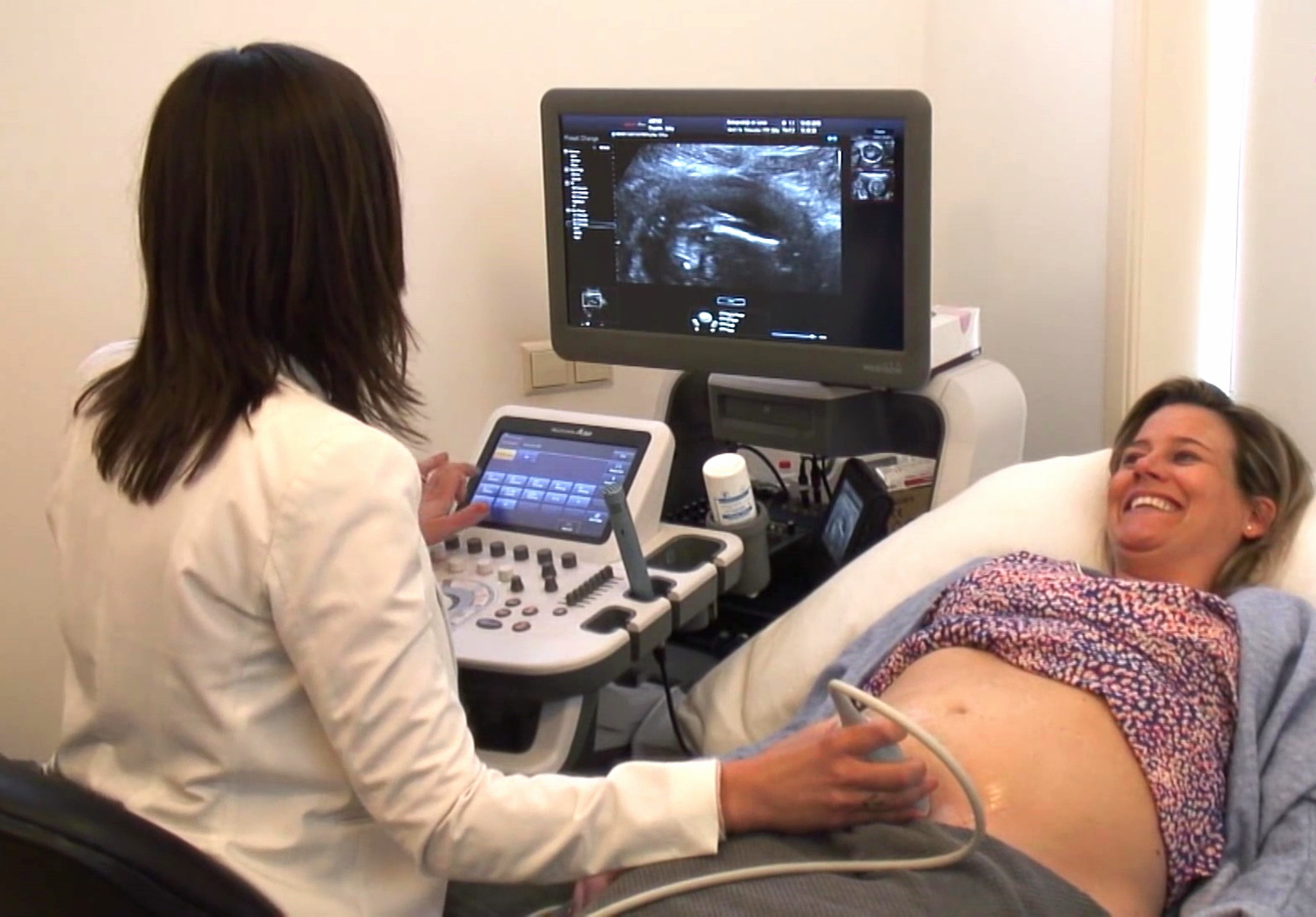
Ультразвуковое исследование (УЗИ)

Акуше́рство (от фр. accoucher — родить, принимать роды), Повивальное искусство — область медицины, которая изучает физиологические и патологические процессы, происходящие в организме женщины в связи с зачатием и беременностью, в родах. 
Акушерство или Повивальное искусство также разрабатывает методы родовспоможения, профилактики и лечения осложнений беременности и родов, заболеваний плода и новорождённого. Ранее в акушерство входил уход за новорождённым, в настоящее время выделившийся в неонатологию. 
Акушерство ветеринарное — область клинической ветеринарии, изучающая соответствующие вопросы физиологии и патологии в отношении самок сельскохозяйственных животных.

## Предмет акушерства
Наука акушерства не должна рассматриваться как часть терапии или хирургии. Для специального изучения его требуются не только познания, черпаемые в упомянутых двух науках, но знакомство с целым рядом специальных сведений, ничего общего с другими отраслями медицины не имеющих. Вот почему изучение акушерства обусловливает существование особой клиники, в которой после предварительной подготовки в медицинской и хирургической клиниках преподаётся патология и терапия родильного периода.
Кроме того, большое внимание при обучении в университетах уделяется кесареву сечению, показанием к которому является невозможность нормальных родов, когда последние вызывают опасения за жизнь матери и ребёнка — например, при узком тазе роженицы, каких-либо патологиях в развитии плода, многоплодной беременности.

## История акушерства
История акушерства тесно связана с историей медицины вообще, хотя до XVIII столетия оно стояло на более низкой ступени развития, чем остальные отделы врачебной науки, так как на его долю выпала ещё большая борьба с предрассудками и невежеством.

### Древний мир
Уже в самых древнейших письменных памятниках человеческой истории, в священных книгах индусов, египтян и евреев упоминается об акушерках (например, египтянки Песешет, Мерит Птах) как особом классе специалистов, а у древних греков и римлян многие богини почитались как покровительницы рожениц. Только около середины IV столетия до н. э. греческие роженицы впервые начинают прибегать к помощи мужчин. Гиппократ написал очень много сочинений о родах и акушерстве вообще, данными работами был заложен фундамент современной нам акушерской науки, хотя в практическом акушерстве он установил мало правил, которые не нуждались бы в исправлении.
Из позднейших врачей, оставивших сочинения по акушерству, следует назвать Цельзия, Галена, Мошиона, автора III столетия, руководствовавшегося в своих сочинениях трудами Сорана Эфесского (сочинения которого, к сожалению, утеряны), Аэция Амедийского (VI столетие) и Павла Эгинского (VII столетие).

### Средние века
В Средние века акушерство, как и все науки, было в совершенном пренебрежении.
Арабские врачи развивали только мировоззрения греческих авторов, оставив без всякого внимания то, что было здравого в сочинениях их предшественников.
В Западной Европе эта наука была предоставлена монахам и повитухам.
Для данного периода характерна высокая смертность рожениц и новорождённых. Это явление нашло отражение в народных сказках, где часто встречается такой персонаж как мачеха.

### Новое время. Возрождение науки

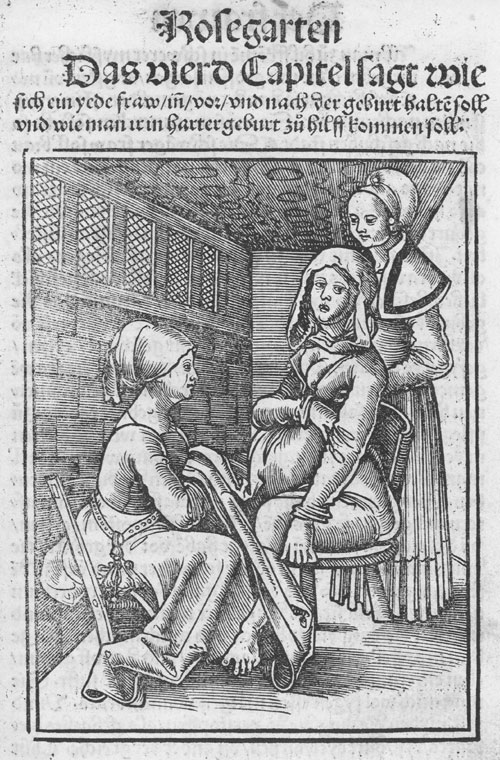
1513

Только в XVI веке она вновь привлекает внимание учёных врачей: в 1513 году появилось первое, снабжённое рисунками, руководство по акушерству Евхария Ресслина «Цветник беременных женщин и акушерок»; за ним последовали сочинения Якова Руфа в Цюрихе (1553), Вальтера Рейфа в Страсбурге (1561).
Как практическое искусство двинули вперёд акушерство Везалий, Фаллопий; при всём том вследствие неполноты научных наблюдений врачей и успехи науки ограничивались только оперативной частью, так как мужчины-врачи приглашались к родам только в очень трудных случаях.
Помимо того, на акушерство смотрели лишь как на отдел хирургии, потому оно и разделяло судьбу последней. С развитием хирургии подвинулось вперёд и акушерство, особенно во Франции, где славились акушеры Франко, Паре и Гилльемо и где врачи всё более и более завоёвывали акушерскую практику. Предрассудки против акушерства, по крайней мере в высших слоях, рассеялись под влиянием приглашения Людовиком XIV знаменитого хирурга Клемента из Арея для оказания акушерской помощи госпоже Лавальер и вскоре назначенного первым акушером королевского двора. Такое отличие приободрило французских врачей к дальнейшему развитию акушерства, и тогда прославились Мориссо, Порталь, Пей, Диовис и Ламотт.
На гораздо низшей ступени развития стояло акушерство в Германии, где им преимущественно занимались акушерки, о специальном образовании которых заботились очень мало. Из немецких акушерок прославилась своими операциями и весьма удовлетворительным для своего времени учебником Юстина Зигмунд, придворная курбранденбургская акушерка. Одновременно с нею положил первое основание научному развитию акушерства голландец Генрих фон Девентер своими двумя сочинениями: «Рассвет для акушерок» и «Новая путеводительная звезда для акушерок».
К тому же времени относится и богатое последствиями изобретение прогрессивного для того времени акушерского инструмента — акушерских щипцов. Последние, вероятно, были ранее изобретены английским хирургом Чемберленом и некоторыми голландскими акушерками, сохранявшими их из корыстолюбивых видов в тайне; только в 1723 году хирургом и профессором анатомии в Генте, Пальфином, они вновь воспроизведены и сделались общим достоянием.
С этого момента акушерство начинает быстро развиваться: Левре, Пюзо, Аструк, Соляре-де-Реньяк и Боделок во Франции, Смелли в Англии внесли значительный вклад в её развитие. Основным источником информации о деторождении в тот период считается книга английской повитухи Джейн Шарп The Midwives Book: or the Whole Art of Midwifery Discovered, опубликованная в 1671 году.
В Германии Редерер, за которым следовал Штейн также сильно содействовали научному развитию акушерства. Но главную роль в деле развития науки и распространения акушерских знаний среди врачей нужно приписать учреждению родовспомогательных заведений со школами для студентов и акушерок. В Париже существовало только одно училище для акушерок. В 1728 году открыто родовспомогательное заведение в Страсбурге, находившееся под руководством Фриде, долгое время служившее образцом для других подобных учреждений.
В Англии первое родовспомогательное заведение было открыто в 1765 году.
В Германии первое училище для акушерок учредил в Берлине в 1751 г. Фридрих Великий; в том же году было открыто второе, в Гёттингене (под руководством Иоганна Георга Редерера). Этими школами был создан прочный фундамент, на который твёрдо могли упираться дальнейшие научные работы. С успехами науки в Германии возникли две школы: одна — Осиандера, довёдшая оперативное акушерство до высокой степени развития, другая — начало которой положил Боэр — обращавшая внимание своих последователей на естественную помощь самой природы. Хотя эти две школы находились в резкой оппозиции друг к другу, тем не менее они подняли науку на необычайную высоту. Вместе с Осиандером и Боэром нужно упомянуть о Смитте, А. К. Зибольде, Вейдмане, Венцеле и Виганде; во Франции — о г-же Лашапель и в Англии — о Денмане. Из акушеров необходимо упомянуть о Негеле, Иӧрге, д’Утрепонте, Ритгене, Килиане, Е. К. И. фон Зибольде, Кившине, Сконцони, Креде, Шпете, Мартине, Брауне, Шредере, Винкеле, Альфельде, Леопольде, Шульце, Шпигельберге и других.
Особенно благотворно повлияла тесная связь акушерства с гинекологией, так как обе науки, имея общие физиолого-анатомические основы, тесно соприкасаются между собой.
Благодаря научному подходу к акушерству значительно снизилась смертность женщин и детей от инфекций, полученных во время родов, и кровотечений.

### Значение слова
Акушерство [от фр. accoucher, родить, принимать роды]
1) раздел медицины, изучающий вопросы беременности, родов, послеродового периода, их физиологии, различных нарушений, правильной мед. помощи беременной, роженице и родильнице;
2) оказание практической мед. помощи при родах.

## Акушерство по странам

### Акушерство в России
Российская историческая наука в целом и историки в отдельности до настоящего времени не вели исследований по вопросу развитию родовспоможения на Руси и в России, вплоть до Новейшего времени, то есть до начала XX века.
Историческая литература, по большей части, содержит утверждения об отсталости русского народа и отсталости русских медиков-практиков в области акушерства; эти выводы излагаются как «общеизвестные» и «вступительные» по отношению к остальному тексту.
В древности в России помощь оказывали повитухи. Некоторые из них были умелыми и наблюдательными, использовали приемы для исследования беременных и рожениц, применяли травяные настои, стимулирующие родовую деятельность, и кровоостанавливающие средства для лечения полового бессилия, бесплодия. Роды принимали обычно в бане, в чистоте и изоляции от прочих членов семьи. Использовались и заговоры, которые иногда помогали в качестве психотерапевтического метода. Однако было множество и неграмотных повитух, которые к тому же применяли примитивные абортирующие средства, что часто приводило к серьезным осложнениям и смерти.
Медицина на Руси развивалась за счёт монастырской и военной медицины. Светская лечебная наука и практика появились позже, и на них оказали влияние античная, византийская, европейская и восточная медицина. При дворах русских царей ещё в средние века находились приглашенные иноземные лекари, которым предписывалось обучать русских учеников. Были и придворные повитухи, кормилицы, которые помогали подобрать для царя здоровую и целомудренную невесту. Каждая претендентка подвергалась медицинскому осмотру со стороны таких бабок. Они же, вместе с кормилицами, смотрели за здоровьем будущих наследников. Аналогичные услуги могли себе позволить только богатые и знатные люди.
Интересующимся данной темой необходимо это учитывать, равно как и тот факт, что исследование архивов на эту тему никогда не проводилось ни историками, ни медиками. Показательным является то обстоятельство, что аналогичное исследование незначительной части местных архивов, предпринятое в начале XX века Данилевским В. В., касавшееся исключительно технологии, дало поразительное количество информации о количестве и качестве технических знаний населения.
Поэтому нижеследующий очерк содержит заведомо ограниченную информацию «обзорного» характера.
В России наука акушерства получила своё начало и развитие значительно позже, чем в других европейских странах. Первый акушер, о котором упоминается в летописях, был англичанин Якоб (при Иоанне Грозном), славившийся как «умеющий очень искусно лечить женские болезни».
Хотя Петром Великим открыты были школы «для медицинской и хирургической практики», но так как имелись в виду исключительно потребности армии и флота, акушерству в них не обучали.

#### Акушерские школы
Только в 1754 году устроены были акушерские школы в Петербурге и Москве, преподавать в которых были приглашены профессора с помощниками, в Петербурге Линдеман, в Москве Эразмус, которому принадлежит первое акушерское сочинение на русском языке — «Наставление, как женщине в беременности, в родах и после родов себя содержать надлежит». Означенное руководство было составлено по Горну, оригинал которого был издан в 1697 году, так что в середине прошлого столетия, когда уже Смелли, Левре и Редерер преобразовали акушерство, русские врачи черпали свои знание из крайне устарелой книги конца XVII столетия.
С 1763 года к профессору акушерства начали посылать учеников из медико-хирургического училища для слушания лекций по акушерству. Особенно много было сделано для успехов этой науки в России, когда в Петербурге в 1781 году стал профессором Нестор Максимович Амбодик-Максимович, замечательный учёный акушер своего времени, и не менее даровитый Вильгельм Михайлович Рихтер в Москве (с 1790 года). Оба они оставили по прекрасному руководству по своей специальности. Их обширному опыту и усовершенствованию содействовали открытые родильные отделения при воспитательных домах.

#### Акушерские клиники
При Медико-хирургической академии ко времени открытия её акушерской кафедры не полагалось, а преподавание акушерства было связано с судебной медициной. Только с 1808 года, с открытием акушерской клиники, был назначен отдельный профессор по акушерству, Громов. В 1858 г. акушерскую кафедру занял А. Я. Крассовский, которого можно считать родоначальником всей обширной ныне семьи русских акушеров, выдвинувший преподавание акушерства на небывалую высоту, создавшего школу и прославившегося как замечательный диагност и образцовый оператор.
В Московском университете кафедра акушерства была открыта в 1764 году, и её занял профессор Эразмус. Прочное основание акушерство получило лишь с назначением в 1790 году профессора Вильгельма Рихтера.
В Харьковском университете акушерская клиника на 4 кровати была открыта только в 1829 году, хотя преподавание акушерства начато было ещё в 1815 году. Особенную известность приобрела клиника при заведовании ею профессора Лазаревича.
В Казани акушерская клиника была открыта в 1833 году, на 6 кроватей.
В Киеве акушерская кафедра с клиникой существует с 1847 года.